# Sandra Bongjoh
 (avril 2025).
Motif : pas de sources secondaires centrées sur le sujet
- Archive Wikiwix
- Bing
- Cairn
- DuckDuckGo
- E. Universalis
- Gallica
- Google
- G. Books
- G. News
- G. Scholar
- Persée
- Qwant
- (zh) Baidu
- (ru) Yandex
- (wd) trouver des œuvres sur Wikidata

| 1. | Préciser le motif de la pose du bandeau. | Précisez le motif de la pose du bandeau en utilisant la syntaxe suivante : {{admissibilité à vérifier\|date=juillet 2025\|motif=remplacez ce texte par le motif}}                   |
| 2. | Informer les utilisateurs concernés.     | Pensez à avertir le créateur de l'article, par exemple, en insérant le code ci-dessous sur sa page de discussion : {{subst:avertissement admissibilité à vérifier\|Sandra Bongjoh}} |

Sandra Bongjoh, née en 1989 est une écrivaine camerounaise autrice de plusieurs œuvres littéraires.

## Biographie
Sandra Bongjoh est une écrivaine Camerounaise. Elle commence sa carrière en 2012 et se concentre principalement sur l’écriture des livres sur les enfants ainsi que les adultes. Elle est à l’origine de plusieurs œuvres littéraires notamment : une réponse du ciel de Dschang, Le cœur du mboma et Recipe of Cameroonian dishes. 

## Œuvres littéraires
- Sandra Bongjoh, Une réponse du ciel de Dschang : Les rencontres d’une rencontre dangereuse, Kindle Édition, 2014, 88 p. (lire en ligne).
- Sandra Bongjoh, L’histoire de Monsieur Nywambie, En ligne, Autoedition, 2020, 127 p. (ISBN 9781716436482, lire en ligne)